# Zarand megye

Kermán tartomány megyéinek elhelyezkedése

Zarand megye (perzsául: شهرستان زرند) Irán Kermán tartományának északi megyéje az ország középső, délkeleti részén. Délnyugaton és nyugaton Rafszandzsán megye, északról a Jazd tartomyánban lévő Mehriz megye és Báfg megye, keletről Rávar megye, délkeletről és délről Kermán megye határolják. Székhelye az 54 700 fős Zarand városa. Összesen öt város tartozik a megyéhez: Zarand, a megye székhelye, Rejhánsahr, Jazdánsahr, Sziriz illetve Hánuk. A megye lakossága 119 144 fő. A megye két kerületet foglal magába: Központi kerület, illetve Jazdánábád.

## Fordítás
- Ez a szócikk részben vagy egészben  a   Zarand County című angol Wikipédia-szócikk ezen változatának fordításán alapul.  Az eredeti cikk szerkesztőit annak laptörténete sorolja fel. Ez a jelzés csupán a megfogalmazás eredetét és a szerzői jogokat jelzi, nem szolgál a cikkben szereplő információk forrásmegjelöléseként.